# Pauleta
Pauleta, celým jménem Pedro Miguel Carreiro Resendes (* 28. dubna 1973, Ponta Delgada) je bývalý portugalský fotbalista, který nastupoval na pozici hrotového útočníka. Po působení v nižších soutěžích v Portugalsku se přesunul do španělské Salamancy a následně Deportiva La Coruña, se kterým získal v sezóně 1999/2000 mistrovský titul. Velmi úspěšné období prožil posléze ve Francii s Girondins Bordeaux a Paris Saint-Germain.
Za portugalskou reprezentaci vstřelil 47 branek za 88 utkání,
čímž překonal Eusébiův rekord 41 branek.
Při debutu v roce 1997 se stal prvním reprezentantem, který nikdy nehrál v nejvyšší portugalské lize. Účastnil se mistrovství Evropy 2000 (bronzová medaile) a mistrovství Evropy 2004 (stříbrná medaile). Rovněž se účastnil mistrovství světa 2002 a mistrovství světa 2006, kde skončilo Portugalsko čtvrté.

## Klubová kariéra

### Salamanca
Roku 1996 posílil španělský celek UD Salamanca, kterému v sezóně 1996/97 pomohl 19 góly v postupu do nejvyšší španělské soutěže, Primery División. Neztratil se ani mezi elitními španělskými kluby a jeho 15 gólů pomohlo týmu umístit se na 15. místě v ročníku 1997/98 a vyhnout se tak sestupu. Jako šestý nejlepší střelec La Ligy získal pozornost větších klubů. Za částku přes 5 milionů € jej koupilo Deportivo La Coruña.

### Deportivo La Coruña
Navzdory zájmu Porta zamířil ze Salamancy do galicijského klubu Deportivo La Coruña, jenž zrovna převzal nový trenér Javier Irureta.
První gól vstřelil ve španělském poháru Copa del Rey proti malému klubu z města Jerez de los Caballeros. O pět dní později se dvakrát prosadil proti Alavés. Pauleta nebyl příliš gólový a místo v základní sestavě si zajistil jeho konkurent José Oscar Flores.
Po roce se konkurence v útoku ještě zvýšila s příchodem kanonýra Roye Makaaye v létě 1999. V další sezoně spíše střídal, jeho 8 gólů ale přispělo k prvnímu titulu Deportiva v jeho historii. Během léta v roce 2000 španělský mistr posílil nákupem útočníků Tristána a Pandianiho a Pauleta zamířil do Francie.

### Girondins Bordeaux
V létě 2000 přestoupil z Deportiva do Bordeaux za částku osm a půl milionu eur.
Ve svém prvním zápase 6. září na půdě Nantes se uvedl hattrickem.
V útoku spolupracoval s Dugarrym. V ročníku 2000/01 francouzské Ligue 1 dal 20 gólů za 28 zápasů a stal se tak druhým nejlepším střelcem soutěže za Sonnym Andersonem. Bordeaux skončilo na čtvrtém místě a kvalifikovalo se do Poháru UEFA.
Během následujícího ročníku utvořil nebezpečný útočný tandem s hostujícím Vikashem Dhorasoo,
který klubu pomohl získat francouzský Ligový pohár. V lize si však Bordeaux pohoršilo a skončilo na šestém místě. Pauleta byl zvolen nejlepším fotbalistou ligy, stejně jako další rok.
Celkově se v ligovém ročníku 2001/02 prosadil 22 brankami a stal se nejlepším střelcem Ligue 1.

### PSG
Začátkem července 2003 odešel do Paris Saint-Germain, kde nahradil odcházejícího Ronaldinha.
Pauleta v úvodní sezóně přesně zakončil celkem 18× za 27 zápasů Ligue 1, dalších pět gólů si připsal v pěti zápasech Coupe de la Ligue. Jeho střelecká potence přiblížila Les Parisiens k ligovému mistrovi Olympique Lyon na dosah tří bodů, z čehož bylo druhé místo v konečné tabulce. Na konci dubna roku 2004 v Paříži dvěma góly do sítě brankáře Bartheze zařídil výhru 2:1 nad rivalem z Marseille.
Jeden z gólů padl po lobu z dosti malého úhlu. Ve finále domácího poháru proti druholigovému Châteauroux vstřelil vítězný gól.
Na podzim roku 2004 poprvé okusil atmosféru Ligy mistrů a vstřelil gól proti Portu při výhře 2:0, Pařížané ale skončili až čtvrtí, poslední.
Na domácí scéně se Paříž propadla na konečné deváté místo navzdory Pauletovým 14 trefám.
Pauletova poslední sezóna za PSG, sezóna 2007/08, byla plná sestupových starostí. Náplastí se stal triumf v ligovém poháru Coupe de la Ligue, ve finále domácího poháru Coupe de France pak PSG padlo proti Lyonu. Pařížané se nakonec v lize zachránili a Pauleta po sezóně ukončil kariéru.

## Reprezentační kariéra
V seniorské reprezentaci debutoval 20. srpna 1997 v zápase kvalifikace na MS 1998. Trenér Artur Jorge ho vyslal do zápasu s Arménií, které Portugalsko vyhrálo 3:1.
Zúčastnil se turnaje EURO 2000, kde ale nepatřil mezi hlavní hvězdy. Příležitost tak dostal až ve třetím zápase skupiny „A“, proti Německu. Ve 36. minutě nacentroval na první ze tří gólů Conceiçãa, v 67. minutě jej vystřídal Gomes.
Portugalsko porazilo Německo 3:0 a nakonec skončilo na turnaji třetí, Pauleta už do dalšího zápasu nezasáhl.
V roce 2002 byl součástí nominace trenéra Antónia Oliveiry na MS 2002 v Japonsku a Jižní Koreji. V prvním zápase proti USA Portugalci v prvním poločase prohrávali už 0:3, avšak ještě před přestávkou stačil snížit Beto.
V 71. minutě si Pauletův centr srazil do vlastní brány Agoos, ale Portugalsko zápas přesto prohrálo 2:3.
Pauletův hattrick rozhodl následující zápas s Polskem (4:0) a vrátil mužstvo do hry.
Proti Jižní Koreji odehrál necelých 70 minut, poté jej vystřídal Jorge Andrade. Jižní Korea díky gólu Pak Či-songa vyhrála 1:0 a poslala Portugalsko domů.
Koncem roku 2002 – v listopadu – rozhodl dvěma góly přátelský zápas proti Skotsku.

### EURO 2004
Trenér Luiz Felipe Scolari neopomenul nominovat Pauletu na jeho druhé EURO v kariéře, které se v roce 2004 konalo právě v Portugalsku.
Ačkoli v úvodu proti Řecku odehrál celých 90 minut, gólově se neprosadil a byl svědkem šokující výhry Řeků nad domácími 2:1. Ve druhém zápase proti Rusku odehrál 57 minut než jej nahradil Nuno Gomes. Portugalci vyhráli 2:0.
Proti Španělsku museli Portugalci vyhrát, zatímco jejich soupeři stačila k postupu remíza. Po sedmi minutách obdržel druhou žlutou kartu na šampionátu, která znamenala distanc pro případné čtvrtfinále. Po poločasové přestávce jej Scolari opět nahradil Gomesem, který se následně postaral o jedinou branku zápasu a postup.
Pro čtvrtfinále proti Anglii Pauletu podle očekávání zastoupil právě Nuno Gomes. Portugalsko se probojovalo do semifinále, kde již znovu s Pauletou konfrontovalo Nizozemce. Pauleta neprolomil střeleckou smůlu a za celý turnaj nakonec neskóroval. Ve finále proti Řecku hrál znovu od začátku, ovšem jejich dobrá obrana mu zabránila v dělání starostí řeckému gólmanu Nikopolidisovi.
Řecko zvítězilo 1:0, Pauleta se tedy zlaté medaile na půdě rodné země nedočkal.

## Úspěchy
Zdroj:
Portugalská reprezentace
- mistrovství Evropy
  - 3. místo: 2000
  - 2. místo: 2004
- mistrovství světa
  - 4. místo: 2006

Deportivo de La Coruña
- Primera División (1× vítěz)
  - 1. místo: 1999/00
- Supercopa de España (1× vítěz)
  - 1. místo: 2000

Girondins Bordeaux
- Coupe de la Ligue (2× vítěz)
  - 1. místo: 2001/02

Paris Saint-Germain FC
- Coupe de France (2× vítěz)
  - 1. místo: 2003/04, 2005/06
- Coupe de la Ligue (2× vítěz)
  - 1. místo: 2007/08

Individuální
- nejlepší fotbalista francouzské ligy Ligue 1
  - 2001/02, 2002/03
- nejlepší střelec sezóny La Ligy 2
  - 19 gólů – 1996/97
- nejlepší střelec sezóny Ligue 1
  - 22 gólů – 2001/02
  - 21 gólů – 2005/06
  - 15 gólů – 2006/07
- nejlepší střelec kvalifikace na MS 2006
  -  ?? gólů – 2005 až 2006